# Lost Coast
A Lost Coast (Costa Perdida) é uma área quase inabitada na Costa Norte da Califórnia nos condados de Humboldt e Mendocino, que inclui King Range. Foi chamada de "Costa Perdida" devido ao despovoamento da área na década de 1930. Além disso, a inclinação e os desafios geotécnicos relacionados das montanhas costeiras tornaram este trecho da costa muito caro para os construtores de rodovias estaduais ou municipais estabelecerem rotas através da área, deixando-a na parte mais remota e subdesenvolvida da costa da Califórnia. Sem grandes rodovias, as comunidades na região são isoladas do resto da Califórnia.
A região fica aproximadamente entre Rockport e Ferndale e a maior parte da costa da região agora faz parte do Sinkyone Wilderness State Park ou da King Range National Conservation Area.

## Clima
A inclinação da elevação criou uma crista costeira formando uma divisão de drenagem paralela à costa. O padrão de drenagem entre Usal Creek e o rio Mattole é uma série de riachos curtos com gradientes de canal íngremes.
Como a costa ao redor, a Lost Coast passa por uma estação chuvosa e outra seca. A estação chuvosa varia de outubro a abril. As montanhas King Range coletam umidade significativa das tempestades vindas do Oceano Pacífico, tornando-a uma das seções mais úmidas da costa da Califórnia. As estações meteorológicas locais normalmente registram mais de 2.500 mm anuais de chuva e, durante os anos úmidos, mais de 5.100 mm podem cair ao longo da Lost Coast, neve pode cobrir os picos mais altos após as tempestades, mas derreterá rapidamente.
De maio a setembro, as áreas montanhosas são em sua maioria quentes e secas, com temperaturas atingindo 26 ° C a 90 ° C no meio do verão, mas o clima ainda é muito variável, com alguns dias de neblina e chuva leve.

## Acesso

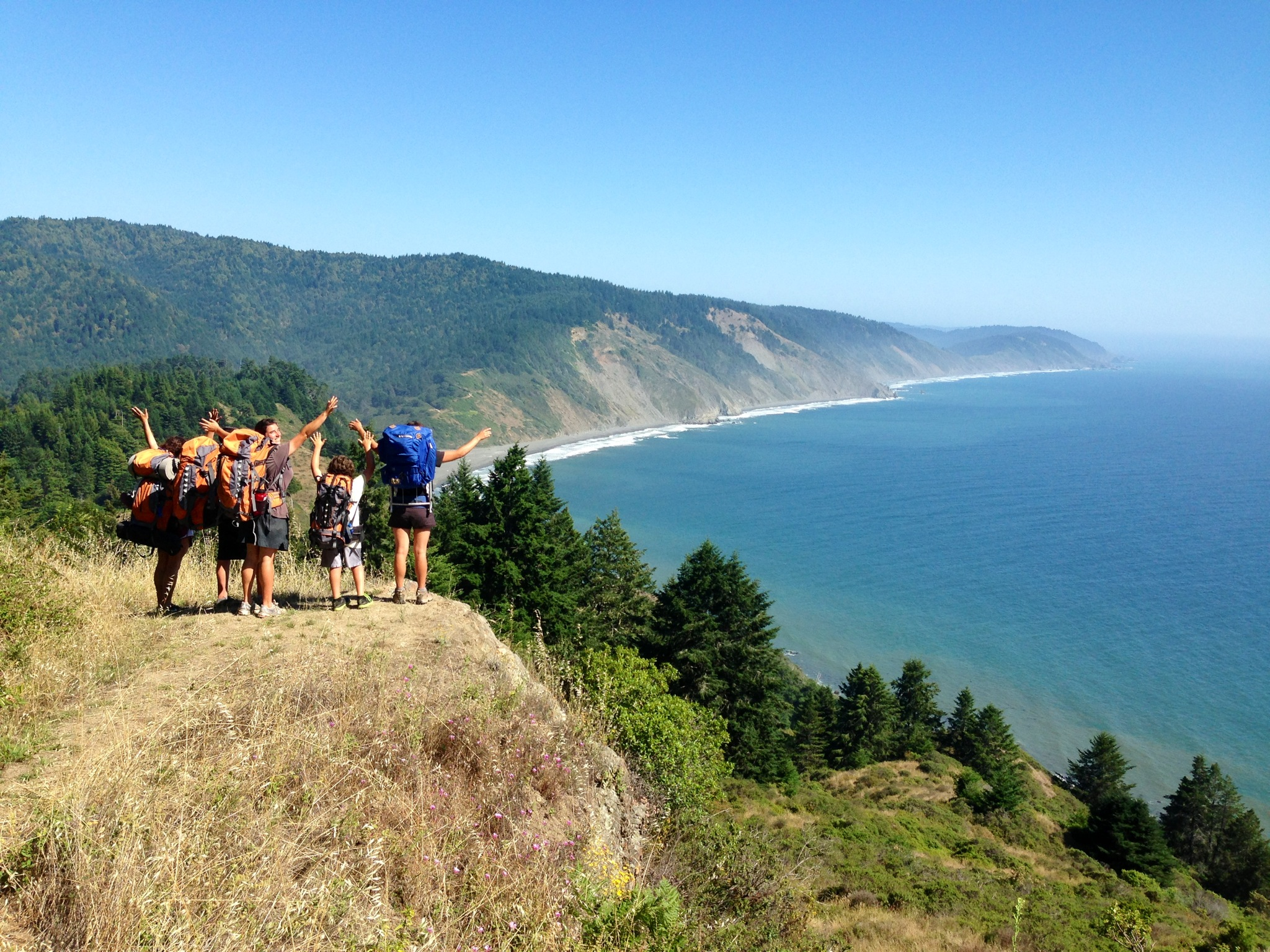
Vista para a Lost Coast

A geologia da Lost Coast torna muito difícil estabelecer rotas através da área. A State Route 1, Pacific Coast Highway da Califórnia, foi originalmente planejada para continuar subindo a costa através da região. Em 1984, admitindo que tal construção não era viável, Caltrans redirecionou o segmento norte da Rodovia 1 de Rockport a Leggett e renumerou a parte que foi construída de Ferndale a Fernbridge como State Route 211.
Sem grandes rodovias ou vias públicas na área, as comunidades isoladas dentro da Lost Coast são acessíveis apenas por terra através de pequenas estradas nas montanhas. Mattole Road segue para o sul de Ferndale a Petrolia, enquanto Shelter Cove Road. e Briceland Thorn Rd. 
formam a rota principal que conecta Shelter Cove com a US 101 para o leste.
O Aeroporto Shelter Cove em Shelter Cove é um pequeno aeroporto público com apenas uma pista, tornando possível voar quando o tempo permitir. Comunidades bem na costa também são acessíveis por barco.